# Pas de barca de Miravet
Lo Pas de Barca és un pas per autos i vianants a l'Ebre al paratge de les Illetes de Miravet que és fa amb un transbordador sense motor que només utilitza la força de l'aigua i l'habilitat del barquer. És l'últim transbordador d'aquest tipus al riu Ebre amb una tecnologia que no ha canviat gaire des de fa 850 anys. Es té constància del pas de barca amb un sol llagut a Miravet en documents datats del 1153. Va ser bombardejat el 1938 durant la batalla de l'Ebre i va ser recreat a la seva ubicació actual el 1946. Es va crear aleshores el conjunt de dues barques per permetre el pas als cotxes.

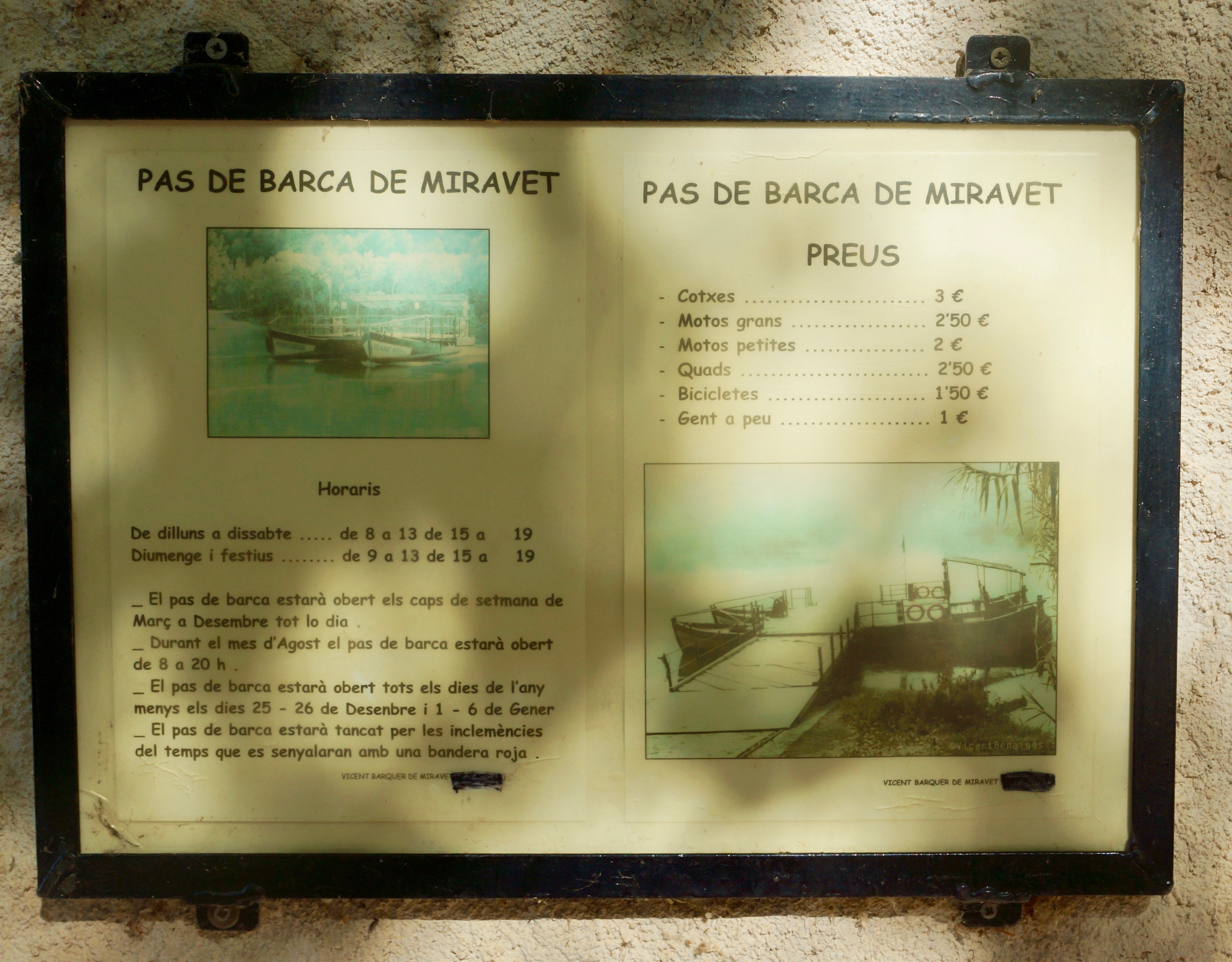
Horari i preus el 2018

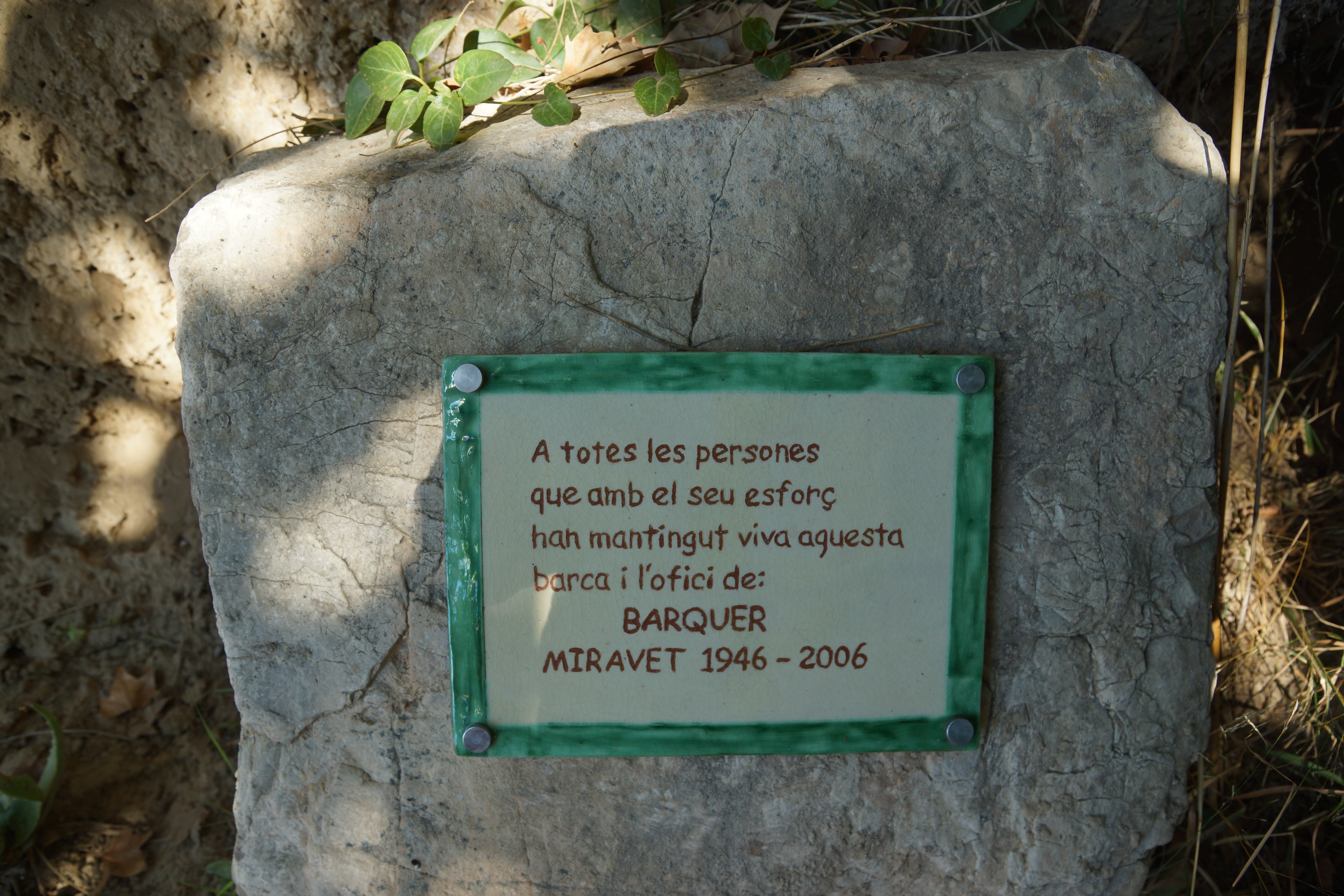
Record a totes les persones que han mantingut viva la barca

El transbordador està format per dos llaguts, el Monturiol i l'Isaac Peral, sobre dels quals hi ha una plataforma de fusta on hi caben fins a tres cotxes. Els llaguts van ser construïts a Tortosa el 1900. Per tal que el corrent del riu no se l'endugui, està subjecta a un cable metàl·lic anomenat «ramalet», que enllaça amb la «gúmena», un altre cable més gruixut que travessa el riu a una certa alçada de la superfície de l'aigua, els extrems del qual són fortament encastats en una roca o piló especial a banda i banda del riu. És el transport més ecològic i amb menys de consum de tot Catalunya. Funciona tot l'any, llevat quan les condicions meteorològiques o el cabal hidràulic, «quan bufa fort el cerç» o «quan el riu va molt crescut» impedeixen el pas.
Una crescuda controlada de l'Ebre al novembre 2014 va provocar unes vies d'aigua als llaguts. Durant vint mesos el servei va ser interromput. «El tancament del pas de la barca ha reduït el trànsit de gent al poble i els ingressos de les empreses.» El juliol de 2016 va tornar al servei, després d'una restauració profunda dels dos llaguts.